# サーカス団、武道館へ帰る
「サーカス団、武道館へ帰る」（サーカスだん、ぶどうかんへかえる）は、筋肉少女帯のライブビデオ。

## 概要
デビュー20周年記念武道館ライブを収録。サポートメンバー含む元メンバー達がゲストで出演した。
特典映像として、2日前の赤坂BLITZでのライブから5曲収録。

## 収録曲

### DISC1
1. サンフランシスコ
2. 君よ!俺で変われ!
3. 日本印度化計画
4. 暴いておやりよドルバッキー
5. 労働者M
6. 仲直りのテーマ
7. 僕の宗教へようこそ 〜Welcome To My Religion〜
ゲスト・秦野猛行（キーボード）
8. キノコパワー
ゲスト・横関敦（ギター）
9. 元祖高木ブー伝説
10. 福耳の子供
ゲスト・みのすけ（コーラス、アコースティックギター）
11. 香菜、頭をよくしてあげよう
12. バトル野郎 〜100万人の兄貴〜
ゲスト・太田明（ドラム）
13. イワンのばか
14. これでいいのだ
15. 踊るダメ人間
16. トリフィドの日が来ても二人だけは生き抜く

### DISC2
1. 俺の罪
2. 僕の歌を総て君にやる
3. Guru 最終形
4. 大釈迦
ゲスト・秦野猛行、横関敦、みのすけ、太田明
5. ツアーファイナル

特典映像（2008.09.19 赤坂BLITZ「サーカス団、帰還の途上ツアー」より）
1. へそ天エリザベスカラー
2. ドナドナ
3. 蜘蛛の糸
4. 航海の日
5. 中学生からやり直せ!